# 万二村
万二村，是中华人民共和国安徽省黄山市歙县昌溪乡下辖的一个村。
2019年6月6日,万二村公布为第五批中国传统村落。